# Frances Bergen
Pour les articles homonymes, voir Bergen.
Frances Bergen, née le 22 septembre 1922 et morte le 2 octobre 2006, est une actrice américaine.

## Biographie

### Vie privée
Elle a été l'épouse de l'acteur Edgar Bergen, avec qui elle a eu deux enfants.
Elle est la mère de l'actrice Candice Bergen et de l'acteur Kris Bergen.

## Filmographie

### Cinéma
- 1953 : Titanic : Madeleine Astor
- 1954 : Les Fils de Mademoiselle : Sylvia Carlin
- 1957 : Les Amants de Salzbourg : Gertrude Kirk
- 1980 : American Gigolo : Mrs. Laudner
- 1981 : Riches et Célèbres : Invitée de la fête
- 1983 : L'Arnaque 2 : Lady Dorsett
- 1983 : La Nuit des juges : Mrs. Cummins
- 1984 : Les Muppets à Manhattan : La réceptionniste
- 1986 : Le Lendemain du crime : Mrs. Harding
- 1990 : Eating - Le dernier secret des femmes : Withney
- 1993 : Made in America

### Télévision
- 1956 : Four Star Playhouse (série télévisée) (épisode High Stakes) : Rita Raymond
- 1957 : Lux Video Theatre (en) (série télévisée) (épisode To Have and Have Not) : Hellene de Bursac
- 1958 : Jane Wyman Presents The Fireside Theatre (série télévisée) (épisode The Doctor Was a Lady) : Dr. Fran Mitchell
- 1958 : Bachelor Father (série télévisée) (épisode Waiting Up for Kelly) : Marcia Sutherlee
- 1958-1959 : Yancy Derringer (série télévisée) (19 épisodes) : Madame Francine
- 1960 : The Millionaire (série télévisée) (épisode Millionaire Whitney Ames) : Eva Lewis Ames
- 1960 : Shirley Temple's Storybook (en) (série télévisée) (épisode Glinda the Good) : Glinda the Good
- 1962 : The Dick Powell Show (en) (série télévisée) (épisode Special Assignment) : Hilda Swanson
- 1977 : Barnaby Jones (série télévisée) (épisode Testament of Power) : Margaret Jason
- 1982 : Bare Essence (Téléfilm)
- 1985 : Les Dessous d'Hollywood (Téléfilm) : Pamela Lancaster
- 1986 : MacGyver (série télévisée) (épisode Slow Death) : Eleanor Kingman
- 1987 : Nutcracker: Money, Madness & Murder (Téléfilm)
- 1987 : Loin de ce monde (série télévisée) (épisode  Till Then) : Janet Hunter
- 1988 :  Arabesque (série télévisée) (épisode A Little Night Work) : Janice Darrow
- 1990 : Murphy Brown (série télévisée) (épisode Goin' to the Chapel: Part 2) : Claire Forrest
- 1998 : Murphy Brown (série télévisée) (épisode Never Can Say Goodbye: Part 1) : Mrs. Payton